# Anoba nigribasis
Anoba nigribasis är en fjärilsart som beskrevs av Holland 1894. Anoba nigribasis ingår i släktet Anoba och familjen nattflyn. Inga underarter finns listade i Catalogue of Life.